# 2 Pułk Strzelców Granicznych
2 Pułk Strzelców Granicznych – oddział Strzelców Granicznych.

## Formowanie i zmiany organizacyjne
W grudniu 1918 został sformowany 1 dywizjon Straży Granicznej. Dywizjon został zorganizowany na podstawie „Tymczasowego Dekretu w Sprawie Utworzenia Straży Granicznej”. Zgodnie z tym aktem prawnym dywizjon był oddziałem wojskowym odkomenderowanym „do pełnienia specjalnych obowiązków przy Ministerstwie Aprowizacji”. W lutym 1919 dywizjon został rozwinięty w 2 pułk Straży Granicznej, a w kwietniu przemianowany na 2 pułk Wojskowej Straży Graniczne i podporządkowany Inspektoratowi Wojskowej Straży Granicznej. W czerwcu 1919 I dywizjon został wydzielony z pułku, jako 3 Samodzielny Dywizjon Wojskowej Straży Granicznej.
3 marca 1920 oddział został przemianowany na 2 Pułk Strzelców Granicznych i podporządkowany Dowództwu Strzelców Granicznych. Dowództwo pułku stacjonowało w Częstochowie, na terenie Okręgu Generalnego „Kielce”. Szwadron szkolny pułku stacjonował kolejno w Częstochowie, we Włoszczowie (od połowy kwietnia 1919), w Końskich (od czerwca 1919) i na powrót w Częstochowie.

## Służba graniczna
27 marca 1920 pułk ochraniał granicę OGen. „Kielce” i „Kraków”  z Górnym Śląskiem od granicy OGen. „Poznań” do Dziedzic. Jego dowództwo stacjonowało wtedy w Częstochowie. 7 kwietnia 1920, w związku z ochroną granicy zewnętrznej przez oddziały DOG Poznań, zdecydowano przesunąć 1 szwadron 2 p StG z rubieży Cieszęcin–Chróścin w kierunku południowym. Stanowisko dowodzenia szwadronu wyznaczono w Dzietrzkowicach.
Na początku sierpniu 1920, na przestrzeni około 70 kilometrów, na odcinku od Dziedzic do Jeziora, II dywizjon został zluzowany przez 3 kompanię 3/V batalionu wartowniczego. Zastępca dowódcy pułku czuł się w obowiązku złożyć meldunek do Dowództwa Strzelców Granicznych o niskim morale tejże kompanii, a szczególnie podoficerów i żołnierzy narodowości żydowskiej, którzy nieją nadziei na właściwe pełnienie służby granicznej.
---
Na przełomie 1920 i 1921 przystąpiło do reorganizacji służby granicznej na wschodzie. Rozpoczęto od południowo-wschodniego odcinka granicy, od Sianek, wzdłuż dawnej granicy galicyjsko–węgierskiej. 2 pułk strzelców granicznych w listopadzie 1920 zastąpiony został przez trzy bataliony wartownicze (2/VI, 3/II, 3/VI). Po zluzowaniu przez bataliony wartownicze przeniesiono go do Żółkwi celem rozformowania.
Wydarzenia
- W lipcu 1920 wykryto w Częstochowie szajkę trudniącą się przemycaniem poborowych do Niemiec. 1 sierpnia w nocy zorganizowano zasadzkę na odcinku aleksandryjskim. Ujęto dziesięciu poborowych wraz z przemytnikami. Zdarzenie to opisał Kurier Częstochowski[8].
- W nocy z 15 na 16 lipca patrol niemiecki napadł na dwóch strzelców granicznych stojących na posterunku w Leśnikach. Rozbroił ich i uprowadził za kordon. Jeden z zaskoczonych strzelców zdążył oddać strzały alarmowe. Interwencja polskiego dowódcy szwadronu na niemieckim posterunku granicznym nie przyniosła rezultatu. Niemcy uznali, ze strzelcy nielegalnie przekroczyli pas graniczny i dlatego zostaną odwiezieni w głąb Niemiec. Dowódca szwadronu plutonem pieszym okrążył posterunek niemiecki i siłą odebrał jeńców i ich broń[8].
- 22 sierpnia 1920 zatrzymano przemycany transport do Niemiec około 60 sztuk bydła[8].

## Działania bojowe pułku
W lipcu 1920  2 pułk Strzelców Granicznych wydzielił jeden szwadron. Szwadron walczył w okolicach Dubna. Tu zginął dwukrotnie ranny dowódca szwadronu rotmistrz Piotr Powszedni.
W drugiej połowie sierpnia pułk został zluzowany przez bataliony wartownicze i skoncentrował się w Częstochowie. Skąd po uzupełnieniu do 8 pełnych szwadronów, dwoma transportami wysłany został na front do Lwowa. Tu pułk otrzymał rozkaz przejścia na Podkarpacie i pościgu za ukraińskim oddziałem Pietruszewicza. W Kołomyi pułk rozdzielił się: I dywizjon pod dowództwem mjr. Piotra Popławskiego maszerował w kierunku Śniatyna – Horodenki, a II dywizjon pod dowództwem ppłk. Sosnowskiego odszedł w kierunku Kosów, Żabie, Uścieryki, Kuty.
Oddziały Pietruszewicza przeszły słabo strzeżoną granicę od Czechosłowacji. Pułk obsadził część granicy rumuńskiej i czechosłowackiej luzując słabe kompanie wartownicze. Pozostawał przy tym przez dłuższy czas w ostrym pogotowiu. Walczył z grupami ukraińskich nacjonalistów, które starały się ukryć i pozostać w Polsce.
Pułk stał na granicy rumuńskiej i czechosłowackiej do grudnia 1920, następnie został podzielony i użyty do walki z księgosuszem w miejscowościach Buczacz, Podhajce, Kozowa, Sokal, gdzie pułk pozostawał do marca 1921, do chwili rozformowania.

## Kadra pułku
- dowódca pułku – płk Władysław Poderni (od 1 III 1919[10])
- zastępca dowódcy pułku
  - płk Apoloniusz Wysocki (VI 1919 – 25 II 1920)
  - mjr Kazimierz Ziembiński (p.o. od 21 XII 1920)[11]
- dowódca I dywizjonu
  - ppłk Konrad Sieciński (od 19 II 1919)
  - mjr Piotr Popławski[12]
  - mjr Rudolf Wirski (od 21 XII 1920)[11]
- dowódca II dywizjonu
  - rtm. Jan Kulwieć (od 1 I 1919[13])
  - ppłk Mikołaj Sosnowski[12]
- dowódca szwadronu sztabowego – mjr Włodzimierz Zeigert[12]